# Gran Premio Industria, Commercio e Artigianato di Castelfidardo
Il Gran Premio Industria, Commercio e Artigianato di Castelfidardo era una corsa in linea maschile di ciclismo su strada riservata alle categorie Under 23 ed Elite senza contratto, e svoltasi nella città di Castelfidardo, in Italia, dal 2007 al 2008. Le due edizioni furono incluse nel calendario dell'UCI Europe Tour, come prove di classe 1.2, andando a costituire una delle due gare della Due Giorni Marchigiana insieme Trofeo Città di Castelfidardo.

## Albo d'oro
Aggiornato all'edizione 2008.
| Anno | Vincitore       | Secondo          | Terzo           |
| ---- | --------------- | ---------------- | --------------- |
| 2007 | Matteo Scaroni  | Davide Bonucelli | Antonino Puccio |
| 2008 | Aleksej Catevič | Paolo Tomaselli  | Maciej Paterski |

## Collegamenti
- Sito ufficiale, su comune.castelfidardo.an.it. URL consultato il 16 aprile 2010 (archiviato dall'url originale l'8 settembre 2009).
- Trofeo Città di Castelfidardo su www.museociclismo.it, su museociclismo.it. URL consultato il 16 aprile 2010 (archiviato dall'url originale il 14 settembre 2009).